# Vysoké Tatry
Vysoké Tatry (letteralmente, "Alti Tatra" in slovacco), detta anche Mesto Vysoké Tatry, ovvero "Città degli Alti Tatra" (in ungherese Magastátra), è una città della Slovacchia facente parte del distretto di Poprad, nella regione di Prešov.
La città sorge ai piedi del versante slovacco dei Monti Tatra e costituisce il maggiore comprensorio sciistico della regione, che ha anche ospitato gare della coppa del mondo di sci alpino.
La città è stata creata nel 1990 dall'unione dei tre comuni di Štrbské Pleso, Starý Smokovec e Tatranská Lomnica; fino al 1999 il nome della città era quello del maggiore di questi comuni, Starý Smokovec.